# Bogdan Žolnir
Bogdan Žolnir, slovenski učitelj in muzealec, * 13. april 1908, Olimje, † 28. november 1998, Slovenj Gradec.

## Življenje in delo
Meščansko šolo (1920–1923) in učiteljišče (1923–1927) je obiskoval v Mariboru. Od 1927 je učil na osnovni šoli v Ribnici na Pohorju, od 1935 v Poljčanah in drugod. Ob okupaciji 1941 so ga Nemci aretirali in z družino izgnali v Srbijo, kjer se je vključil v NOB (do 1942 v Užicu, potem v Kruševcu, kjer je bil med drugim komandir 2. čete 5. bataljona 3. dopolnilne brigade). Po osvoboditvi je učil na raznih osnovnih šolah, od 1947 na nižji gimnaziji v Slovenj Gradcu, od 1953 pa je bil ravnatelj Okrajnega muzeja NOB Slovenj Gradecu. (od  1980 sestavu Koroškega pokrajinskega muzeja); Žolnir ga je ustanovil 1951, a že od 1947 zanj zbiral gradivo. Zbral in uredil je okoli 20 tekočih metrov dokumentov in pričevanj, 2.000 fotografij ter okoli 1.000 muzealij in drugega gradiva. Upokojen je bil 1974, ter honorarni sodelavec še do 1983 (od 1976 z nazivom muzejski svetovalec). Prejel je več državnih odlikovanj in priznanj.

## Odlikovanja in priznanja
- Red dela s srebrnim vencem (1951)
- Red zaslug za ljudstvo s srebrno zvezdo (1951)
- Red bratstva in enotnosti s srebrnim vencem (1963)
- Red zaslug za ljudstvo s srebrnimi žarki (1968)
- Valvasorjeva nagrada za življenjsko delo (1973)
- Častni občan mesta Slovenj Gradec (1988)